# Dennis Rodman
Dennis Rodman (født 13. maj 1961) er en tidligere amerikansk basketballspiller, der spillede i National Basketball Association (NBA) for Detroit Pistons, San Antonio Spurs, Chicago Bulls, Los Angeles Lakers og Dallas Mavericks. Rodman er også kendt under øgenavnene Dennis the Menace, The Worm og The Real Hod Rod. Han vandt fem NBA-mesterskaber (1989, 1990, 1996, 1997 og 1998). De første to mesterskaber blev vundet med Detroit Pistons, hvor Rodman var en del af de såkaldte Bad Boys sammen med bl.a. Isiah Thomas og John Salley. Senere skiftede Rodman til Chicago Bulls hvor han sammen med bl.a. sine gamle ærkerivaler fra Pistons-tiden Michael Jordan og Scottie Pippen vandt 3 mesterskaber i træk herunder den legendariske 1995-96 sæson hvor Bulls vandt 72 kampe hvilket var rekord dengang i NBA.  
I 2011 blev Rodman optaget i Naismith Memorial Basketball Hall of Fame.
Udover basketball har Rodman af og til arbejdet som wrestler i wrestlingorganisationen World Championship Wrestling. Han blev medlem af gruppen nWo i 1997 og wrestlede i en tagteam-kamp sammen med Hollywood Hogan ved WCW's Bash at the Beach i 1997. I 2008 vandt han den amerikanske reality-tv-serie Hulk Hogan's Celebrity Championship Wrestling, hvor en række kendte tv-personligheder skulle lære at wrestle. 
Dennis Rodman har gentagne gange besøgt Kim Jong-un i Nord Korea, og kalder Kim Jong-un sin ven for altid.
I forbindelse med Kim Jong-uns fødselsdag i januar 2014, udtalte Rodman sig om sin landsmand Kenneth Bae, der i 2013 blev idømt 15 års fængsel i en arbejdslejr i Nordkorea, i forbindelse med hvilken han tilkendegav forståelse for det Baes straf. Senere beklagede han sine udtalelser med begrundelsen om, at han havde været beruset og stresset.